# Vârși-Rontu
Vârși-Rontu falu Romániában, Fehér megyében. Közigazgatásilag Bisztra községhez tartozik.

## Fekvése
Bisztra közelében fekvő település.

## Története
Vârşi-Rontu korábban Bisztra része volt, 1956 táján vált külön településsé 122 lakossal.
1966-ban 81, 1977-ben 56, 1992-ben 33, 2002-ben pedig 30 román lakosa volt.